# Matthias Corvin
Pour les articles homonymes, voir Corvin.
Matthias Corvin (en latin : Matthias Corvinus ; en hongrois : Hunyadi Mátyás ; en roumain : Matia Corvin ; en allemand : Matthias Corvinus ; en italien : Mattia Corvino) ou Matthias Ier de Hongrie, dit « le Juste » (en hongrois : Igazságos), né le 23 février 1443 à Kolozsvár en Transylvanie (actuelle Cluj, en Roumanie), et mort le 6 avril 1490 à Vienne, est roi de Hongrie de 1458 à 1490, roi de Bohême de 1469 à 1490 et duc d'Autriche de 1486 à 1490.
Associant des qualités de diplomate et de militaire (il a perfectionné les tactiques de cavalerie avec la création des hussards noirs) à un goût pour la culture humaniste de son époque, la Renaissance, il est considéré comme un des plus importants rois de Hongrie. Mais faute de descendance légitime, son empire disparaît à sa mort, partagé entre la maison de Habsbourg, première famille du Saint-Empire romain germanique, possessionnée en Autriche, et l'Empire ottoman.

## Origine de son surnom
L'épithète Corvin (en latin : Corvinus), suggérée par l'historien italien Antonio Bonfini et adoptée par Matthias, trouve son origine dans le blason de la famille de Huniade qui montre un corbeau (corvus en latin) tenant un anneau, ce qui peut être en lien avec le « rocher du corbeau » situé dans la grande propriété de la famille en Transylvanie (voir aussi le département de Hunedoara en Roumanie). D'après les annales de Silésie, un jour un corbeau emporta l'anneau que le roi Matthias avait retiré de son doigt. Matthias l'attrapa, le tua et récupéra sa bague : il aurait alors pris le corbeau comme symbole de son sceau en mémoire de cet événement. D'autres prétendent que lorsque le jeune Matthias était en prison à Prague, sa mère lui aurait envoyé un corbeau porteur d'un message.

## Biographie

### Origines familiales et formation
Il est le fils cadet de Jean Hunyadi, voïvode et gouverneur de Hongrie entre 1446 et 1452, dirigeant dès 1438 certains territoires de la principauté de Transylvanie. Il mena plusieurs campagnes militaires avec succès contre l'Empire ottoman en Hongrie.
Sa mère est Erzsébet Szilágyi, une noble hongroise

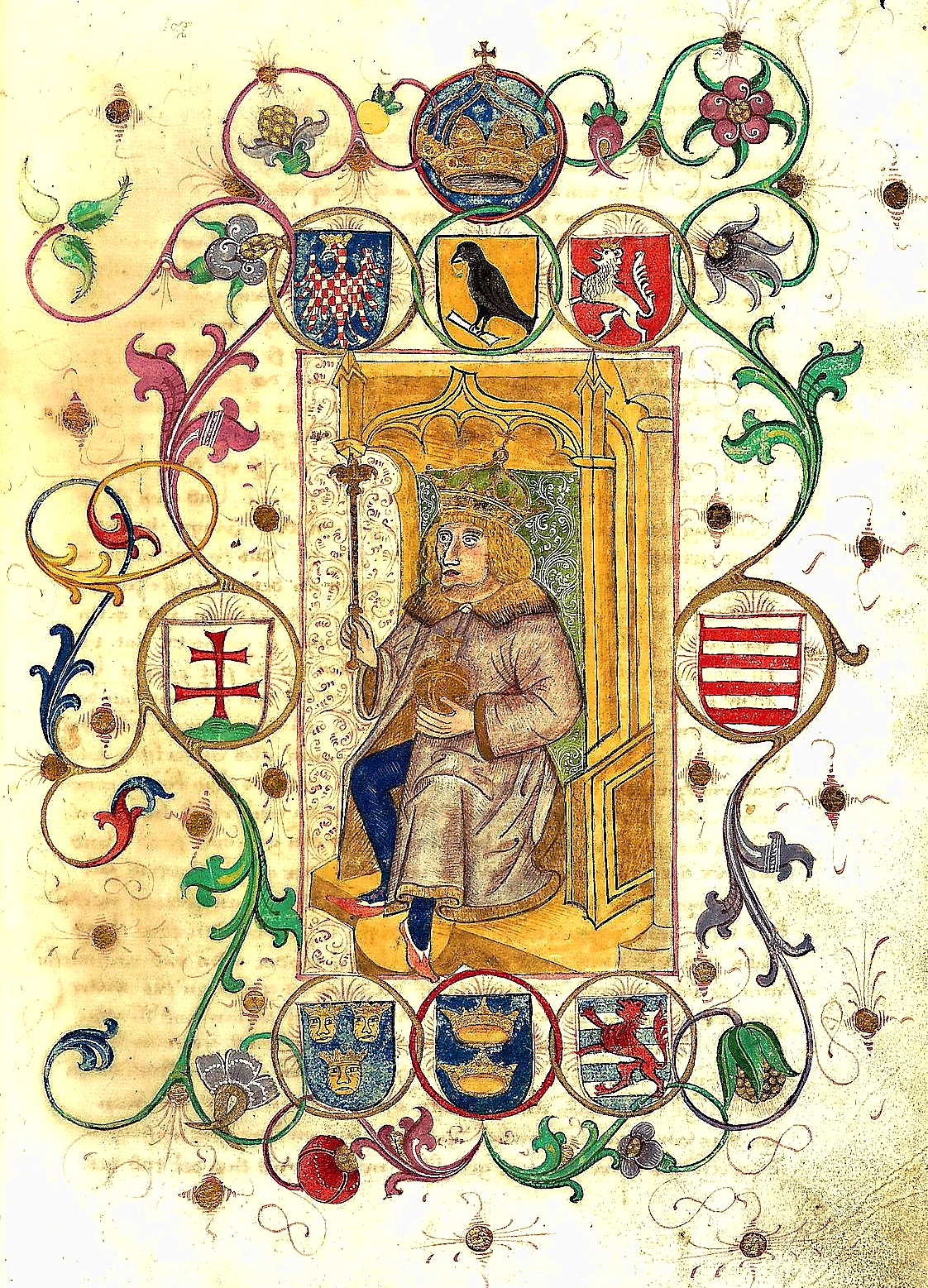
Les armoiries de Corvin dans un manuscrit allemand de Johannes de Thurocz (1490).

Matthias a pour précepteurs l'érudit János Vitéz (« Jean le Vaillant » en hongrois), évêque de Nagyvárad (aujourd'hui Oradea en Roumanie), dont il fera plus tard le primat de Hongrie, l'humaniste polonais Grzegorz de Sanok, et l'Italien Antonio Bonfini, régent de Hongrie jusqu'à sa majorité. Ils lui enseignent l'allemand, l'italien, le roumain, le latin et les principales langues slaves, de sorte qu'il sert souvent d'interprète à son père lors des ambassades. Son éducation classique explique sa fascination pour les réalisations de la Renaissance italienne, dont il assurera la promotion en Hongrie. Son père veille de près à sa formation militaire et, dès qu'il a l'âge de douze ans, l'emmène dans ses différentes campagnes. En 1453, il est fait comte de Beszterce, et il est armé chevalier lors du siège de Belgrade en 1456.
Le souci de sa succession amène son père à lui choisir une princesse dans la puissante famille des comtes de Cilli : Matthias est marié à Élisabeth de Celje (morte en 1455), fille unique d'Ulrich II de Celje et de Catherine Cantacuzène.
Au moment de la mort de Jean Hunyadi, une guerre oppose pendant deux ans les barons de Hongrie à leur suzerain, le roi Habsbourg Ladislas Ier de Bohême. Matthias est envoyé sous un prétexte à Buda où, mêlé à un prétendu complot contre le roi, il est incarcéré et condamné à la décapitation ; seul son jeune âge lui permet d'avoir la vie sauve. Son frère aîné László Hunyadi, qui a rejoint le parti des prétendants, est lui-même capturé par trahison en 1457 et décapité, tandis que le roi Ladislas meurt en novembre (sans doute empoisonné). Matthias est emmené comme otage par un ami de sa famille, le gouverneur George de Poděbrady, qui rêve de mettre sur le trône de Hongrie un prince du pays. Ce dernier traite son otage avec hospitalité et le fiance à sa fille Catherine, mais le maintient en détention à Prague (peut-être pour sa propre sécurité), même lorsqu'une délégation de barons vient lui suggérer de faire sacrer Matthias roi de Hongrie. De son côté, Matthias joue du prestige de son père et laisse accroire aux barons qu'il ne sera qu'un jouet entre leurs mains. Bien qu'une faction influente de nobles hongrois menée par le comte palatin László Garai (en) et par le voïvode de Transylvanie, Miklós Újlaki (en), l'un des juges de László Hunyadi, s'oppose aux Hunyadi en tant que Hongrois de fraîche date, elle ne peut s'opposer à l'armée expérimentée forte de 15 000 hommes de Mihály Szilágyi, l'oncle de Matthias.

### Roi de Hongrie
C'est ainsi que le 20 janvier 1458, Matthias est élu par la Diète : Georges de Poděbrady l'a libéré à la condition qu'il épouse sa fille Kunhuta (alias Catherine). Le 24 janvier 1458, 40 000 Hongrois assemblés sur le Danube pris par les glaces proclament Matthias Hunyadi roi de Hongrie, et le 14 février le jeune roi (il n'a alors que 15 ans) fait son entrée à Buda.

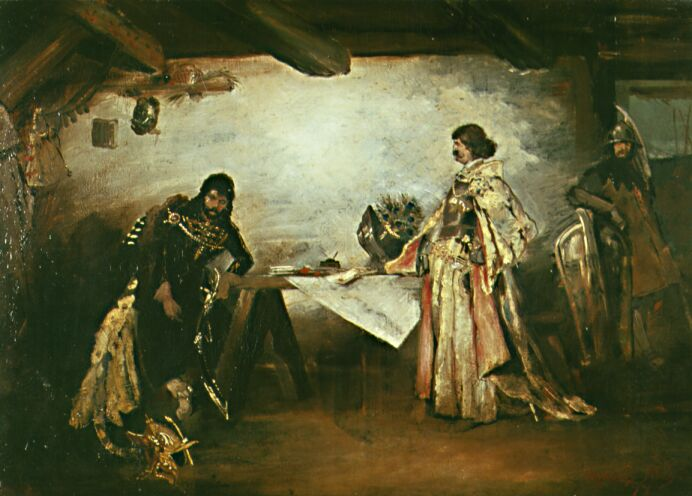
Imagerie nationaliste du XIXe siècle : Matthias Corvin et son beau-père Georges de Poděbrady par Mikoláš Aleš, peintre tchèque.

La région est alors menacée : les Ottomans et les Vénitiens pressent le royaume au sud ; les rois Frédéric III de Habsbourg et Casimir IV de Pologne, qui contestent l'élection, menacent au nord et à l'ouest. Les mercenaires tchèques commandés par Giszkra qui tiennent les comtés de Moravie font régulièrement des incursions. Les alliés de Matthias ne sont parvenus à traiter avec les potentats locaux qu'en leur promettant que la fille du comte palatin Garai épouserait le souverain, mais Matthias refuse d'épouser quelqu'un de la famille des assassins de son propre frère : le 9 février, il respecte la promesse faite à Poděbrady, élu peu après roi de Bohême (2 mars 1458). Tout au long de l'année 1458, le combat fait rage avec les barons, rejoints par Szilágyi, le propre oncle et tuteur de Matthias qui vient d'être congédié. Mais le jeune souverain dépose le comte Garai puis lève un impôt de guerre sans l'autorisation de la diète, et ainsi met sur pied une armée de mercenaires. Matthias parvient à s'assurer l'indépendance et le pouvoir aux dépens des barons en s'appuyant sur leurs divisions, et en levant une grande armée de mercenaires, la fekete sereg (« cavaliers noirs de Hongrie »), dont l'âme est formée des vétérans hussites de Bohême. À l'origine corps de cavalerie légère créé en 1458 pour combattre les Turcs ottomans, ces « hussards » tirent leur nom du mot hongrois húsz (prononcer « houss ») qui signifie « vingt » : en effet, dans le royaume de Hongrie, dès le Moyen Âge, chaque village devait fournir au souverain des cavaliers montés équipés et armés au nombre de un pour vingt hommes valides, d'où le nom de « houzard » devenu par la suite « hussard ». Les hussards affrontent avec succès les spahis turcs lors des guerres contre les Ottomans. Le modèle sera copié dans d'autres armées, en premier lieu par les Polonais.
Matthias Corvin reprend aux Ottomans la forteresse de Golubac, envahit la Serbie, et réaffirme la suzeraineté de la couronne de Hongrie sur la Bosnie. L'année suivante, la rébellion reprend à la faveur du contre-couronnement de Frédéric de Habsbourg à Wiener Neustadt, organisé par les barons en fuite (4 mars 1459) ; Matthias repousse toutefois les armées Habsbourg, et s'assure l'appui du pape Pie II en lui promettant de monter une croisade contre les Ottomans qui ne verra jamais le jour. Le 1er mai 1461, il épouse Catherine Poděbrady.
Les années 1461-1465 ne sont qu'une suite de combats à peine interrompus par des trêves. Réconcilié avec son beau-père Georges Poděbrady, Matthias peut se consacrer à l'affrontement avec Frédéric de Habsbourg : en avril 1462, ce dernier s'assure la couronne de Roi des Romains et la souveraineté sur quelques comtés de Hongrie contre une rançon de 60 000 ducats ; Matthias, qui doit à ce moment faire face à une nouvelle révolte des barons menés cette fois par Victorinus (fils de George Poděbrady), s'est résolu à cet arrangement. En contrepartie, Frédéric III reconnaît Matthias en tant que roi de Hongrie. Matthias se tourne ensuite contre les Ottomans, qui menacent les provinces méridionales : il défait leur général Ali Pacha, et pénètre en Bosnie, s'emparant du nouveau fort de Jajce au prix d'un siège long et difficile (décembre 1463). Il est solennellement sacré roi de Hongrie avec les regalia à son retour le 29 mars 1464. Trois semaines plus tôt, le 8 mars, la reine Catherine est morte en couches à l'âge de 14 ans, avec un enfant mort-né.
Ayant repoussé les cavaliers tchèques hors des comtés du nord, Matthias reprend les combats en Bosnie avec les Ottomans et conquiert cette fois le pays.

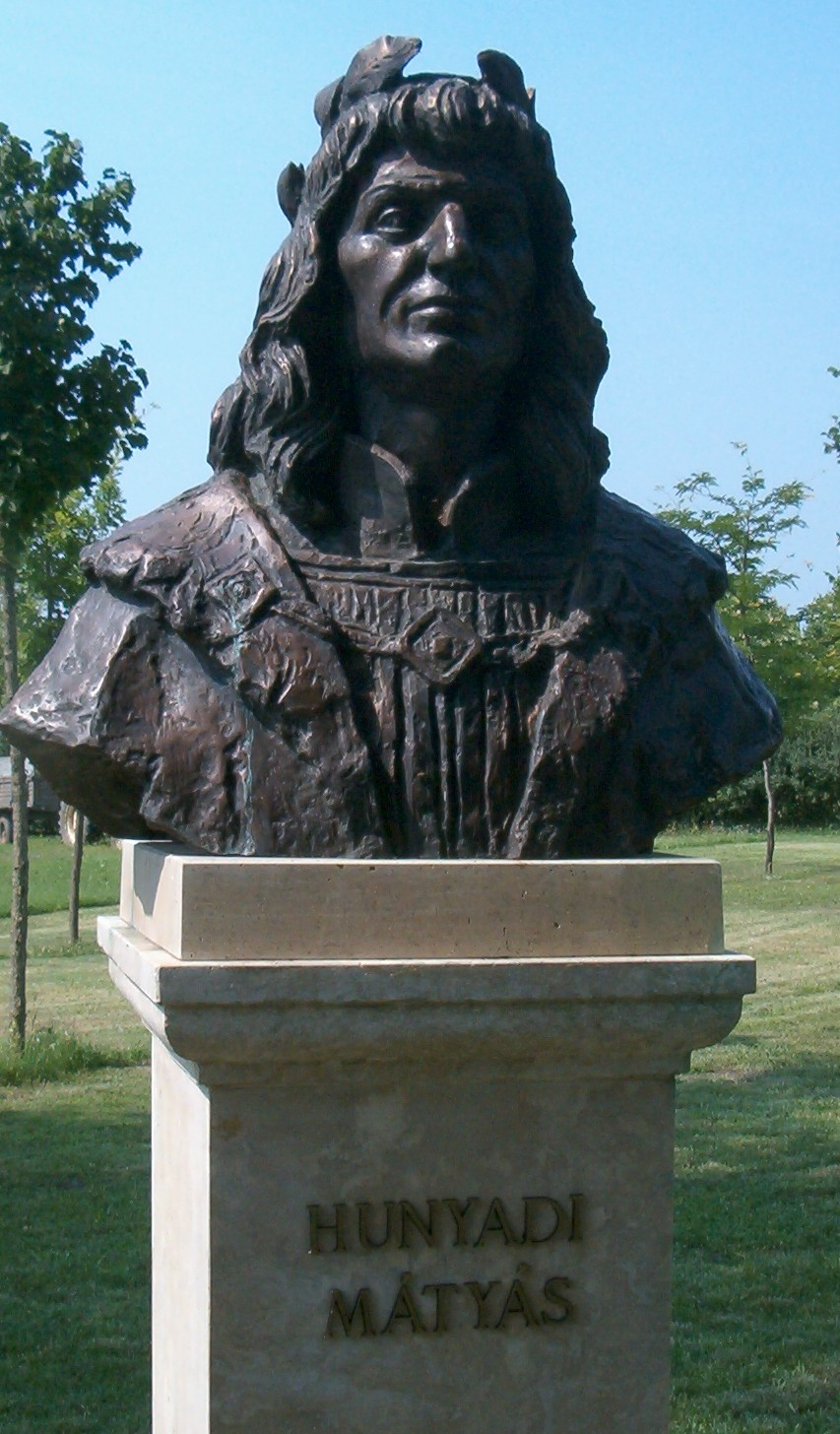
Buste en bronze de Matthias dans les jardins du Nemzeti Történeti Emlékpark, à Ópusztaszer.

### Construction d'un empire personnel

#### Politique en Valachie et en Moldavie
Matthias eut temporairement Vlad III Țepeș, le prince de Valachie, comme vassal. Malgré les succès de Vlad contre les armées ottomanes, les deux chrétiens se querellent en 1462, amenant Matthias à emprisonner Vlad à Buda (Matthias, selon certaines sources, l'a trahi). Toutefois, l'intercession de plusieurs monarques occidentaux en faveur de Vlad III contraint Matthias à assouplir les conditions de détention de son singulier prisonnier. Lorsqu’en 1476 les menaces turques sur la Hongrie se précisent, Vlad Țepeș parvient à reconquérir la Valachie avec l'aide des Hongrois. Malgré les tensions entre les deux princes, l'assassinat de Vlad cette année-là est un coup sévère porté aux intérêts hongrois en Valachie.
Matthias cherche à s'emparer de la Moldavie : passant par Roman qu'il incendie, il menace Suceava. En 1467, le prince moldave Étienne, lassé de la politique impérialiste des Hunyadi dans sa principauté (les Hongrois stationnent une garnison permanente à Kilia) et non oublieux des prises de position passées du roi de Hongrie (il a naguère soutenu Alexăndrel, rival d'Étienne, et peut-être le chef connu comme Ciubăr Vodă ; il a d'ailleurs déposé Petru Aron), se soulève. Étienne occupe Kilia, ce qui entraîne une répression des Hongrois, qui se solde par la sévère défaite de Matthias à Baia en décembre (Corvin y aurait été blessé par trois fois). Étienne III le Grand (Ștefan cel Mare), obtient à titre de réconciliation Küküllővár et Csíkcsicsó.

#### Prise de contrôle du royaume de Bohême

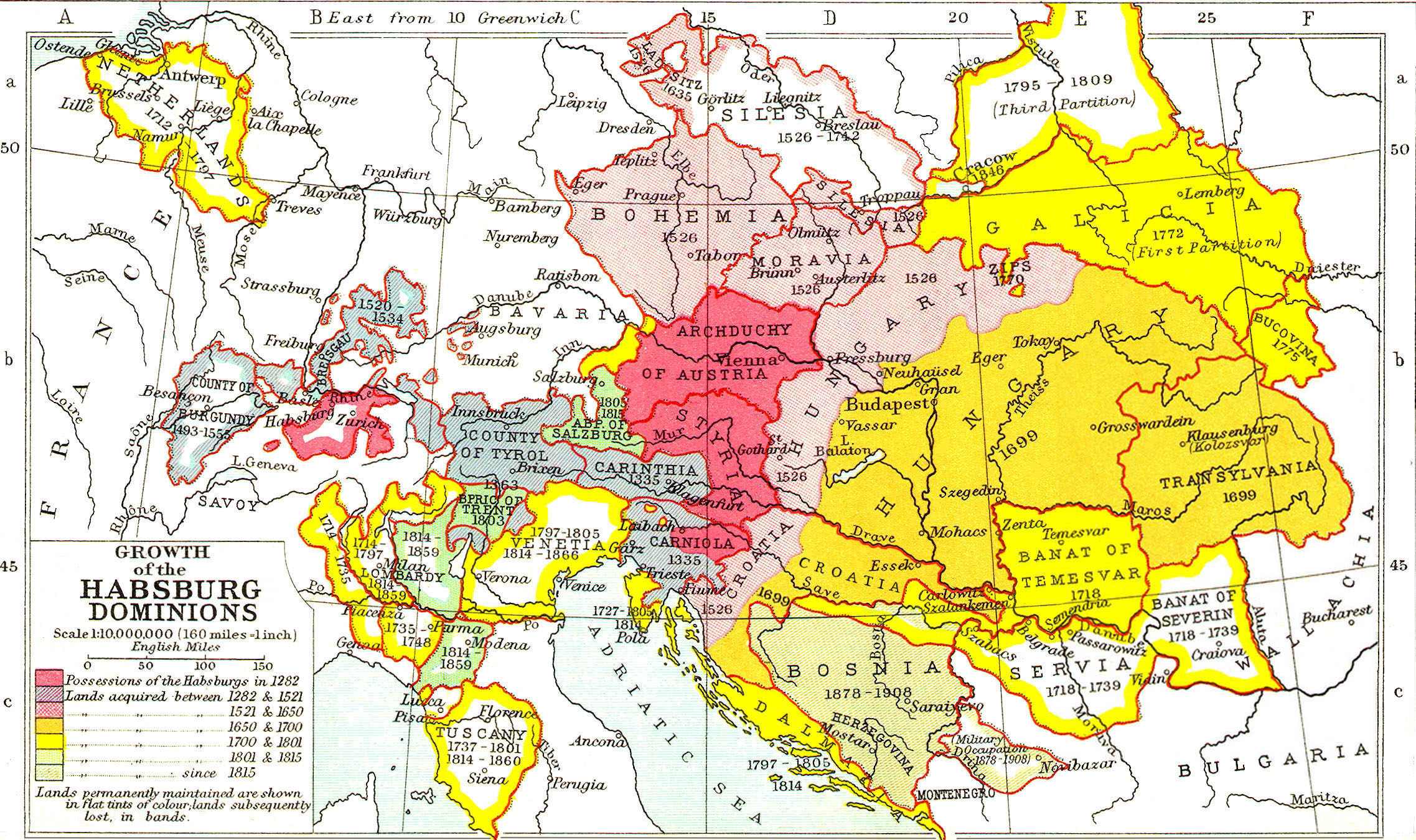
Croissance des possessions de la maison de Habsbourg, à partir de 1282, en Europe centrale et dans les Balkans.

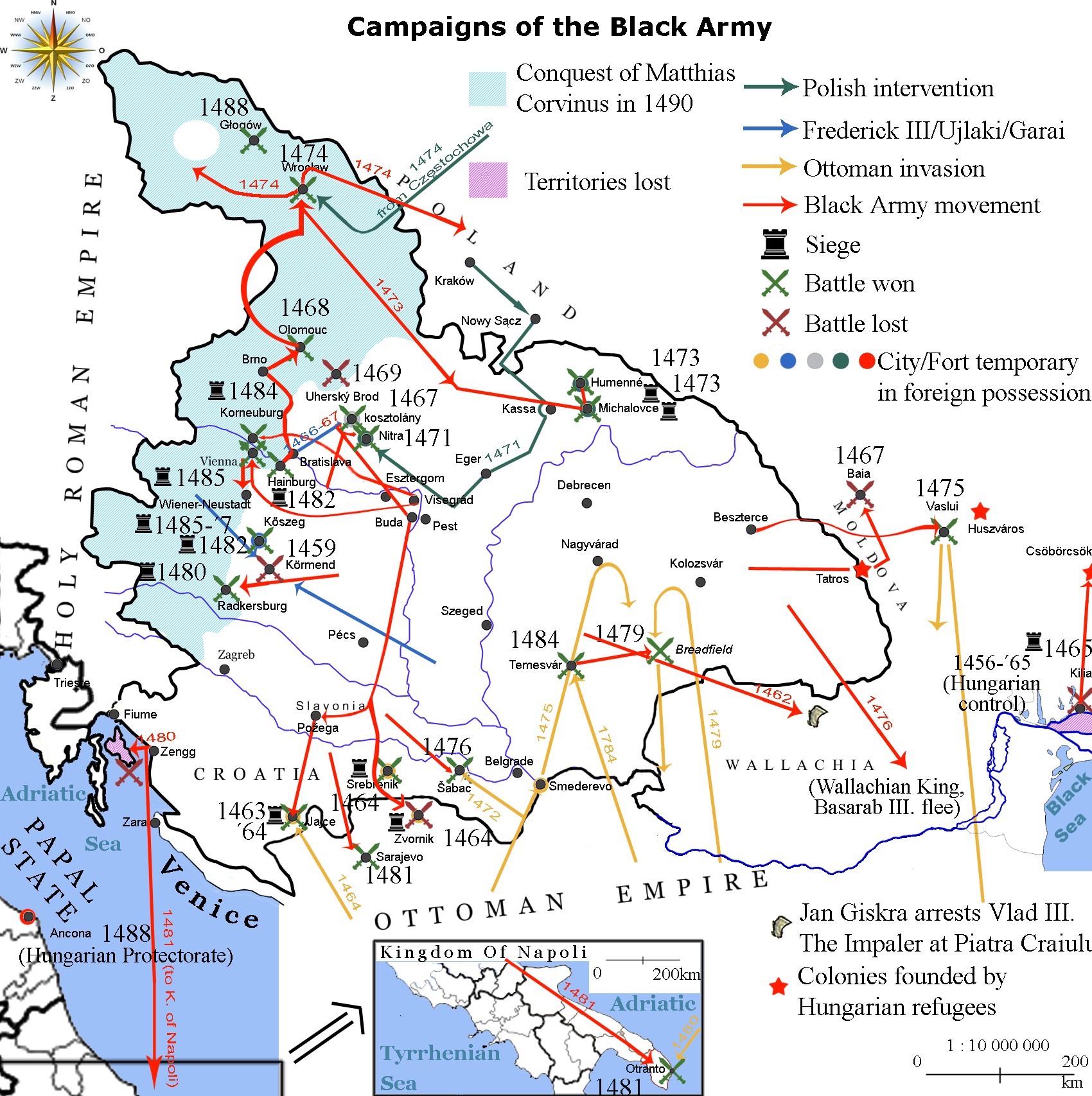
Guerres de Matthias Corvin.

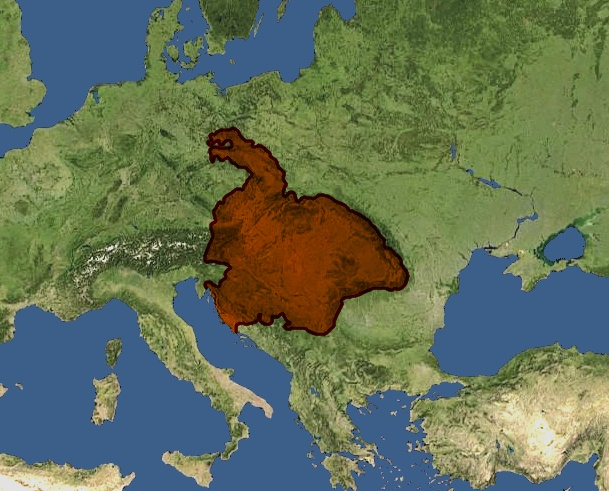
Étendue du territoire contrôlé par Matthias Corvin en 1480.

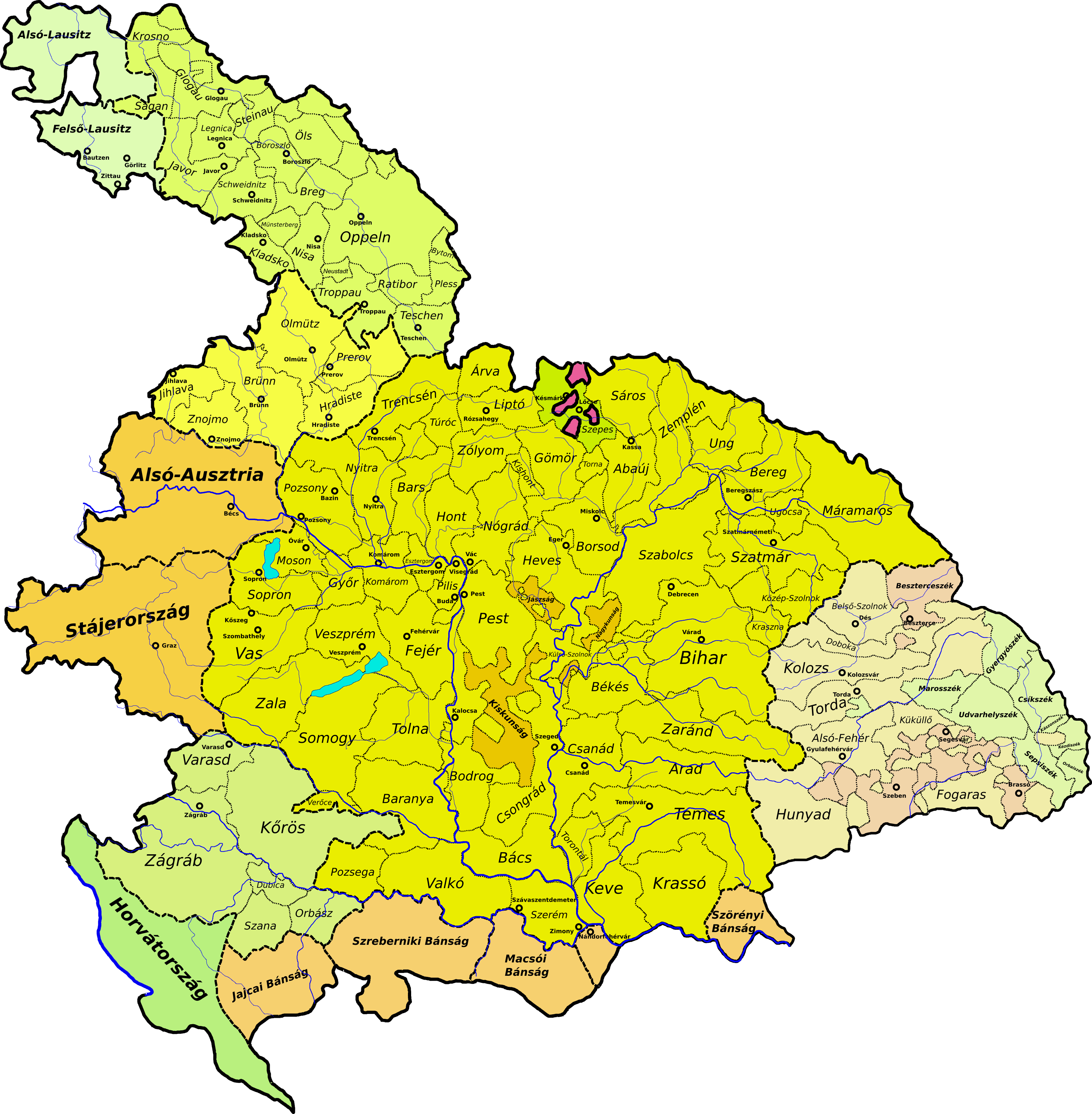
Organisation territoriale du royaume de Matthias Corvin à son apogée.

Peu après son sacre, Matthias se tourne vers le royaume de Bohême (inclus dans le Saint-Empire), où règne son beau-père, le roi hussite Georges Poděbrady que le pape Paul II a excommunié en 1465, faisant aux princes voisins un devoir sacré de le déposer. C'est pourquoi le 31 mai 1468, Matthias envahit la Bohême mais, anticipant une alliance contre lui entre Georges et Frédéric III, il conclut prudemment la paix le 27 février 1469. Le 3 mai, les catholiques du pays l'ont pourtant élu roi de Bohême, mais cette situation contrecarrait les vues du pape et de l'empereur, qui préféraient une partition du royaume. Georges Poděbrady devance les projets de tous ses ennemis en déshéritant de lui-même son propre fils en faveur de Ladislas, le fils aîné de Casimir IV, s'assurant astucieusement l'appui de la Pologne. La mort soudaine de Poděbrady en mars 1471 entraîne de sérieuses complications ; car au moment même où Matthias est en position de tirer parti de la disparition de son plus habile rival, une dangereuse révolte, menée par le primat et le chef des dignitaires de Hongrie le paralyse en 1470-1471, menaçant d'établir Casimir, le fils de Casimir IV, sur le trône. S'il parvient à mater cette révolte intestine, les Polonais ont dans l'intervalle envahi la Bohême avec une armée forte de 60 000 hommes, et lorsqu'en 1474 Matthias peut se remettre en marche pour lever le siège de Breslau, il doit d'abord se retrancher. De sa base d'opération, il harcèle sans répit les soldats polonais pressés de rentrer chez eux, et obtient ainsi la paix à Breslau (février 1475) sur la base d'un accord uti possidetis, qui sera confirmé par la suite au congrès d'Olomouc (juillet 1479).

#### Conflits avec l'empereur
Par intermittence, Matthias, attaqué sur ses frontières, combattait les armées du Saint-Empire, les réduisant à de telles extrémités que Frédéric concéda un armistice sans conditions. Au terme des derniers pourparlers entre les rois, Matthias reconnaît Ladislas roi de Bohême contre l'hypothèque de la Moravie, de la Silésie et de la Lusace, jusque-là apanages du royaume de Bohême, à racheter contre 400 000 florins. De son côté, l'empereur doit lui verser une indemnité de guerre énorme, le reconnaître définitivement comme roi légitime de Hongrie à condition que la couronne revienne aux Habsbourg s'il n'a pas de descendant mâle (ce qui paraissait fort peu probable à l'époque, Matthias ayant épousé sa troisième femme Béatrice le 15 décembre 1476).
L'oubli de ces promesses par l'empereur pousse Matthias à lui déclarer pour la troisième fois la guerre en 1481. Le roi de Hongrie s'empare bientôt de toutes les forteresses du domaine héréditaire d'Autriche. Finalement, le 1er juin 1485, à la tête de 8 000 soldats expérimentés, il entre en triomphe dans Vienne, qui devient désormais sa capitale. Puis la Styrie, la Carinthie et la Carniole tombent l'une après l'autre ; Trieste n'est sauvée que par l'intervention d'un corps expéditionnaire vénitien. Matthias consolide ses positions par des alliances conclues avec les ennemis de Frédéric III, les ducs de Saxe et les Wittelsbach de Bavière, les cantons confédérés de Suisse et l'archevêque de Salzbourg, formant ainsi le principal bloc politique en Europe centrale.
C'est à cette époque que la Hongrie connaît sa plus grande extension territoriale : elle s'étend du sud-est de l'Allemagne actuelle à la Dalmatie, aux Carpates orientales et à la Silésie.

#### Guerre contre les Ottomans
Le règne de Matthias Corvin marque aussi la reprise des guerres entre la Hongrie et les Ottomans. En 1471, pour protéger les marches sud de son royaume contre les Ottomans, Matthias Corvin avait renouvelé le despotat de Serbie et l'avait confié à Vuk Grgurević. Le 13 octobre 1479, ce dernier détruit près de Szászváros une armée ottomane considérable qui se repliait après avoir ravagé la Transylvanie. L'année suivante, Matthias Corvin reprend Jajce, repousse les Ottomans du nord de la Serbie et institue deux nouveaux banats militaires, à Jajce et Srebernik, aux marches du territoire bosniaque reconquis.
Cette même année 1480, appelé d'urgence à l'aide par le pape lors du siège d'Otrante (royaume de Naples), il y dépêche son général, Balázs Magyar, qui reprend la forteresse le 10 mai 1481. En 1488, Matthias reprend de même Ancône qui s'est mise sous sa protection, et y poste une garnison hongroise à demeure.
À la mort du sultan Mehmed II en 1481, l'Europe dispose d'une occasion unique pour intervenir dans les affaires turques : une guerre civile oppose en effet les fils du sultan, Bajazet et Zizim ; ce dernier, battu, doit trouver refuge auprès des Hospitaliers, qui le gardent détenu en France. Matthias, en tant que prince frontalier des Ottomans, réclame qu'on lui livre cet otage, qui lui permettrait d'extorquer des concessions de Bajazet. Mais ni le pape ni les Vénitiens n'acceptent le transfert, et ces négociations avortées assombrissent désormais les relations entre Matthias Corvin et le Saint-Siège.

### La question de la succession
Ce problème préoccupe Matthias depuis qu'il pense que son épouse Béatrice n'aura pas d'enfant : il essaie d'assurer la transmission de sa couronne à son fils illégitime Jean, qu'il reconnait dès 1479 et dote de nombreux fiefs ; mais la reine Béatrice, quoique stérile, s'oppose farouchement à cette entreprise.

### Mort et inhumation
Rien n'est encore réglé lorsque Matthias, qui a longtemps souffert de la goutte, meurt brusquement le 6 avril 1490, juste avant Pâques. 
Ses restes, transportés dans la basilique d'Albe Royale (actuelle Székesfehérvár, en Hongrie), y sont inhumés avec une grande solennité. 
Il est l'auteur de son épitaphe en latin :
| Mathias iaceo Rex, hac sub mole sepultus; Testatur vires Austria victa meas. Terror eram mundo; metuit me Caesar uterque; Mors potuit tantum sola nocere mihi. |

## Le mécène
Il fut un mécène très généreux pour les artistes italiens comme Galeotto Marzio et plusieurs artistes d'Europe occidentale (dont l'astrologue Regiomontanus) ont séjourné à sa cour. En 1465, il fonda une université à Bratislava, l'Universitas Istropolitana, et y attira plusieurs savants et humanistes.
En 1465, il invita en Hongrie Aristotele Fioravanti de Bologne, qu'il qualifiait d'« architecte singulier » (architectus singularis).
Sa Bibliotheca Corviniana fut la plus grande collection de chroniques et de travaux philosophiques au XVe siècle. Elle était, à la Renaissance, la plus grande collection de livres d’Europe après celle du Vatican. Elle comprenait des ouvrages écrits spécifiquement pour lui, ainsi que des copies des textes les plus importants que l’on connaissait à cette époque. Elle reflétait la production littéraire de la Renaissance, ainsi que l’état des connaissances et des arts durant cette période. Elle couvrait tous les domaines : philosophie, théologie, histoire, droit, littérature, géographie, sciences naturelles, médecine, architecture, etc. Certains de ces livres furent ornés par des enlumineurs florentins. Son contenu, dispersé lors de l'occupation ottomane, est désormais enregistré au titre du programme international Mémoire du monde.
La bibliothèque comprenait notamment les traités d'architecture d'Alberti et du Filarète. Le roi Matthias mit en pratique certaines de leurs recommandations, en faisant agrandir ses palais de Buda et de Visegrád et en se rendant sur place pour surveiller l'avancée des travaux. Le style de ces bâtiments était toscan.
Après son mariage en 1476 avec Béatrice d'Aragon, il employa de plus en plus d'artistes italiens, dont Verrocchio (le maître de Léonard de Vinci) et Filippino Lippi.

## Mariages et descendance
Matthias Ier contracta trois unions légitimes qui restèrent stériles :
1. en 1455 avec Élisabeth de Cilley († 1455), fille unique d'Ulric de Cilley
2. le 1er mai 1461/1463 avec Catherine de Poděbrady (1449-1464), fille de Georges de Poděbrady, roi de Bohême
3. le 16 septembre et 13 décembre 1476 avec Béatrice de Naples (1457-1508), fille de Ferdinand Ier (roi de Naples)

De sa relation avec sa maîtresse Barbara Edelpöck (en) de Breslau (Silésie), il eut cependant un fils, Jean Corvin (1473- † 12 octobre 1504).

## Postérité
Le roi Matthias est encore commémoré de nos jours comme un gardien de la justice et d'une grande sagesse, au centre d'innombrables histoires et chansons des folklores hongrois et roumain. Buda, Esztergom, Székesfehérvár et Visegrád sont parmi les villes de Hongrie qui bénéficient de l'établissement de la santé publique et de l'éducation ainsi que d'une nouvelle organisation juridique sous le règne de Matthias.
Son nom dans d'autres langues de la région :
- en hongrois Hunyadi Mátyás ;
- en roumain Matia Corvin ;
- en slovaque Matej Korvín ;
- en tchèque Matyáš Korvín ;
- en croate et en slovène Matija Korvin.

Matthias dirige la civilisation hongroise dans le jeu Civilization VI développé par Firaxis Games en 2016 dans l'extension Gathering Storms.
- (1442) Corvina, astéroïde nommé en son honneur.